# Curling-Junioren-Pazifik-Asienmeisterschaft
Die Curling-Junioren-Pazifik-Asienmeisterschaft (bis 2011 Curling-Junioren-Pazifikmeisterschaft) war ein von 2005 bis 2015 jährlich stattfindendes Turnier für Nationalmannschaften aus Asien und Ozeanien, deren Mitglieder höchstens 21 Jahre alt sein durften. Die Meisterschaft wurde durch die World Curling Federation organisiert. Die siegreiche Mannschaft sowohl bei den Männern als auch bei den Frauen qualifizierte sich für die Curling-Juniorenweltmeisterschaften im selben Jahr. Das Turnier wurde 2016 durch die Curling-Junioren-B-Weltmeisterschaft ersetzt, in der sich drei Mannschaften für die Curling-Juniorenweltmeisterschaft qualifizieren können.

## Meisterschaften der Herren
| Jahr | Austragungsort      | Gold                                   | Silber                              | Bronze                               |
| ---- | ------------------- | -------------------------------------- | ----------------------------------- | ------------------------------------ |
| 2005 | Tokoro (Japan)      | Südkorea Skip Soo-Hyuk Kim             | Japan Skip Yukihiro Murakami        | Volksrepublik China Skip Xu Xiaoming |
| 2006 | Peking (China)      | Volksrepublik China Skip Wang Binjiang | Japan Skip Yūsuke Morozumi          | Südkorea Skip Kim Chang-min          |
| 2007 | Naseby (Neuseeland) | Volksrepublik China Skip Wang Binjiang | Südkorea Skip Kim Chang-min         | Japan Skip Ryo Ogihara               |
| 2008 | Jeonju (Südkorea)   | Volksrepublik China Skip Zang Jialiang | Japan Skip Yuki Sakamoto            | Südkorea Skip Han-Sol Lee            |
| 2009 | Harbin (China)      | Volksrepublik China Skip Zang Jialiang | Südkorea Skip Hyun Tae Kim          | Neuseeland Skip Kris Miller          |
| 2010 | Nayoro (Japan)      | Volksrepublik China Skip Ji Yansong    | Japan Skip Yuta Matsumura           | Neuseeland Skip Maxwell Thomas       |
| 2011 | Naseby (Neuseeland) | Volksrepublik China Skip Ji Hui Huang  | Südkorea Skip Kim Jeong-min         | Japan Skip Yuta Matsumura            |
| 2012 | Jeonju (Südkorea)   | Volksrepublik China Skip Xiuyue Ma     | Südkorea Skip Kim Jeong-min         | Japan Skip Yusaku Shibaya            |
| 2013 | Tokoro (Japan)      | Volksrepublik China Skip Qiang Zou     | Südkorea Skip Kim Jeong-min         | Neuseeland Skip Willie Miller        |
| 2014 | Harbin (China)      | Volksrepublik China Skip Jinbo Wang    | Südkorea Skip Jeong Yeong-seok      | Neuseeland Skip Willie Miller        |
| 2015 | Naseby (Neuseeland) | Südkorea Skip Lee Ki Jeong             | Volksrepublik China Skip Jinbo Wang | Japan Skip Ryuji Shibaya             |

## Meisterschaften der Frauen
| Jahr | Austragungsort      | Gold                                 | Silber                               | Bronze                               |
| ---- | ------------------- | ------------------------------------ | ------------------------------------ | ------------------------------------ |
| 2005 | Tokoro (Japan)      | Volksrepublik China Skip Wang Bingyu | Japan Skip Ai Kobayashi              | Südkorea Skip Kim Ji-Suk             |
| 2006 | Peking (China)      | Volksrepublik China Skip Wang Bingyu | Japan Skip Megumi Kobayashi          | Südkorea Skip Kim Ji-Suk             |
| 2007 | Naseby (Neuseeland) | Volksrepublik China Skip Sun Yue     | Südkorea Skip Oh Su-Jin              | Neuseeland Skip Natasha Dallow       |
| 2008 | Jeonju (Südkorea)   | Japan Skip Satsuki Fujisawa          | Volksrepublik China Skip Sun Yue     | Südkorea Skip Kim Yeo-Myung          |
| 2009 | Harbin (China)      | Japan Skip Satsuki Fujisawa          | Volksrepublik China Skip Liu Jinli   | Südkorea Skip Gim Un Chi             |
| 2010 | Nayoro (Japan)      | Volksrepublik China Skip Liu Jinli   | Südkorea Skip Kim Eun-jung           | Japan Skip Kai Tsuchiya              |
| 2011 | Naseby (Neuseeland) | Japan Skip Sayaka Yoshimura          | Südkorea Skip Kim Eun-jung           | Neuseeland Skip Chelsea Farley       |
| 2012 | Jeonju (Südkorea)   | Japan Skip Sayaka Yoshimura          | Südkorea Skip Kim Eun-jung           | Volksrepublik China Skip Jiang Yilun |
| 2013 | Tokoro (Japan)      | Japan Skip Sayaka Yoshimura          | Volksrepublik China Skip Jiang Xindi | Südkorea Skip Kim Kyeong-ae          |
| 2014 | Harbin (China)      | Südkorea Skip Kim Kyeong-ae          | Volksrepublik China Skip Jiang Yilun | Japan Skip Mayu Minami               |
| 2015 | Naseby (Neuseeland) | Südkorea Skip Kim Eunbi              | Volksrepublik China Skip Jiang Yilun | Neuseeland Skip Eleanor Adviento     |